# Xalet de Josep Borràs
El Xalet de Josep Borràs o Xalet a Valldoreix 3 és un edifici noucentista del municipi de Sant Cugat del Vallès (Vallès Occidental) que forma part de l'Inventari del Patrimoni Arquitectònic de Catalunya.

## Descripció
És un edifici amb planta baixa i pis envoltat per jardí. Els elements més interessants són: la torre que s'adossa en un dels costats laterals amb coberta a quatre vessants molt pronunciada, i les finestres de tot el conjunt que presenten uns acabaments o són retallades amb motiu d'influència mossàrab. L'arrebossat dels murs imita carreus de pedra.